# Мост „Чанакале 1915”
Мост „Чанакале 1915” (тур. 1915 Çanakkale Köprüsü) или Дарданелски мост (грч. γέφυρα Δαρδανελίων) јесте друмски висећи мост у вилајету Чанакале у северозападноме делу Турске. Смештен је јужно од градова Лапсеки и Галипоље и протеже се преко мореуза Дарданели, приближно десет километара од Мраморнога мора. Отворен је званично 18. марта 2022. године после отприлике пет година изградње. Година 1915. у називу означава поморску победу Османлија над Британцима и Французима у Великом рату.
Мост је најдужи висећи мост на свету с главним распоном од два километра и 23 метра, надмашујући за 32 метра јапански Бисерни мост (1998). Мост је део планираног аутопута од Киналија до Баликесира дугачке 321 километар који ће коштати приближно две и по милијарди евра, повезиваће аутопутеве О-3 и О-7 у Источној Тракији као и аутопут О-5 у Анадолији.
„Чанакале 1915” је први стални прелаз преко Дарданела и шести преко Турскога мореуза који је лане имао три моста преко Босфора и два тунела испод њега.

## Дизајн и цена
Мост су пројектовале фирме ЦОВИ А/С из Данске и ПЕЦ из Јужне Кореје. Енглеска група „Аруп” и норвешки Ас-Јакобсен су учествовали у пројекту као независни верификатори дизајна (НВД). Консултантске услуге су вршиле Текфен и Т-инжењег
Укупна дужина моста је 3563 м, а када се урачунају и прилазни вијадукти онда дужина достиже 4608 м што га чини дужим за 527 м од моста „Осман Гази” (с прилазним вијадуктима), који је био најдужи мост у Турској.
Висина две куле овог моста је 318 м, што га чини другим највишим мостом у Турској, после моста „Јавуз Султан Селим”. Уједно је и трећа највећа грађевина у овој земљи. На међудржавном нивоу, мост је шести највиши на свету, испред моста „Сутонг” у НР Кини. Палуба моста је 728 м висока и 4.506 м дугачка с максималном дебљином од 35 м. Палубима има шест трака за ауто-цесту (по три у сваком смеру), с додатним помоћним стазама, по једна са сваке стране.
Турски председник Реџеп Тајип Ердоан је изјавио да је изградња моста коштала две и по милијарди евра, али да ће Турска зато уштеђивати и до 415 милиона евра годишње због тога што ће се трошити мање горива самим тим ће се смањити и емисија штетних издувних гасова.

## Историја
Током деведесетих година 20. столећа је било неколико предлога за мост преко Дарданела. Пројекат је поновно предложен 2012. године, а две године касније је доспео на званичну листу турске владе. У септембру 2016. године је турска влада званично покренула изградњу моста, а годину дана доцније је расписан тендер. Уговор је додељен конзорцијуму који обухвата турске компаније Лимак холдинг и Јапи Меркези с јужнокорејским компанијама ДЛ холдингс и СК екоплант. У конзорцијум су придодате и кинеске компаније Сиучан роуд и Бриџ констракшн груп.
Изградња је почела у марту 2017. године. Крај изградње је био тада планиран до септембра 2023. године, а после је пребачен на март 2022. године. Средином маја 2020. године је завршена друга кула с Галипољске стране, на европској обали. До средине новембра 2021. сви блоковски шпилови су били изграђени. Путарина је почела да се наплаћује 18. марта 2022. године с ценом од 13,6 евра.

## Символи
Неки символи су повезани са самим мостом:
- број „1915” у имену;
- висина пресечне тачке главног тока је 318 м;[14]
- датум отварања је био 18. март (3. 18).

Сви ови симболи у вези су са поморском победом војске Османскога царства против савезничких сила (Француске и Уједињеног Краљевства) у Великоме рату.
Дужина главног распона моста (2023 м) симболише стогодишњицу оснивања Турске као републике (1923–2023).

## Галерија
- Током градње
- Западни торањ, март 2020
- Поглед са европске на азијску страну, март 2020
- октобар 2021